# Sognsvann
Sognsvann est un lac au nord d'Oslo, en Norvège.
Sa circonférence est de 3,3 km.
Situé dans la ceinture verte autour d'Oslo, Sognsvann est une destination populaire chez les habitants de la capitale norvégienne, qui peuvent venir y camper, pique-niquer ou se baigner en été, et y pratiquer le ski de fond, le patinage ou la pêche sur glace en hiver. Le sentier qui l'entoure est un lieu de promenade ou de jogging toute l'année. En raison du grand nombre de piétons, le vélo y est en revanche interdit.
La fréquentation du lac vient notamment de son accessibilité depuis Oslo : la station Sognsvann, située à l'extrémité sud du lac, est le terminus de la ligne 5 du métro d'Oslo.

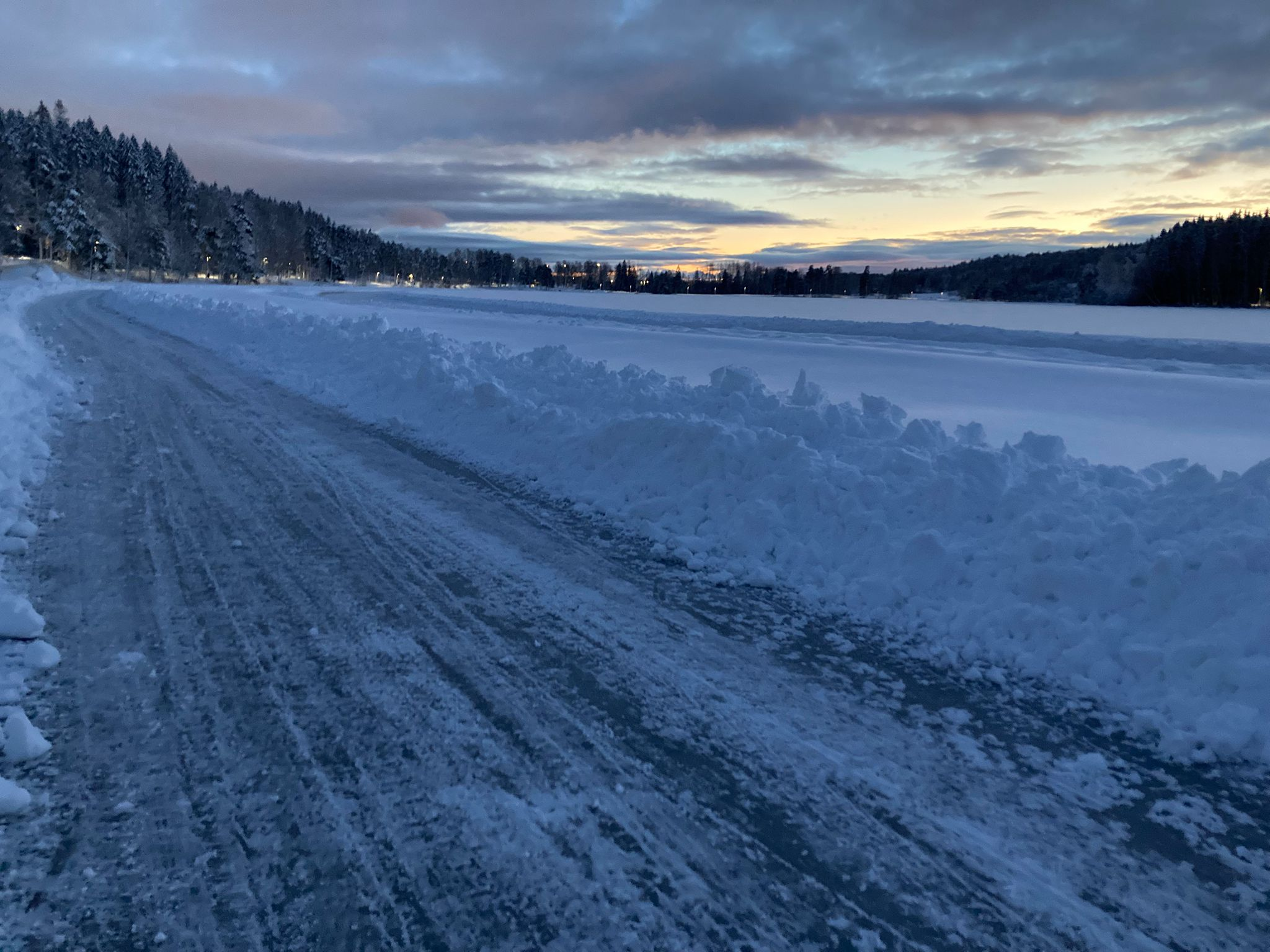
Pistes créées sur le lac gelé en hiver.